# Cola laurifolia
Espèce
Synonymes
- Edwardia laurifolia (Mast.) Kuntze[1]
- Sterculia laurina Roberty[1]

Cola laurifolia est une espèce d'arbres tropicaux de la famille des Malvaceae et du genre Cola, présente en Afrique de l'Ouest.